# Oscar Aníbal Salazar Gómez
Oscar Aníbal Salazar Gómez (* 21. September 1942 in El Santuario) ist ein kolumbianischer Geistlicher und emeritierter römisch-katholischer Bischof von La Dorada-Guaduas.

## Leben
Oscar Aníbal Salazar Gómez empfing am 19. November 1966 die Priesterweihe.
Papst Johannes Paul II. ernannte ihn am 28. Oktober 1995 zum Titularbischof von Voncariana und Weihbischof in Barranquilla. Die Bischofsweihe spendete ihm der Bischof von Sonsón-Rionegro, Flavio Calle Zapata, am 2. Dezember desselben Jahres; Mitkonsekratoren waren Félix María Torres Parra, Erzbischof von Barranquilla, und Ignacio José Gómez Aristizábal, Erzbischof von Santa Fe de Antioquia.
Am 5. Juni 1999 wurde er zum Bischof von La Dorada-Guaduas ernannt. Papst Franziskus nahm am 13. Januar 2019 seinen altersbedingten Rücktritt an.